# Batalla de San Félix
La batalla de San Félix fue un enfrentamiento armado ocurrido durante la campaña de Guayana, parte de la guerra de independencia de Venezuela, ocurrido el 11 de abril de 1817 en la mesa de Chirica, en la Provincia de Guayana. En ella se enfrentaron las fuerzas patriotas al mando del general en jefe Manuel Piar con las monárquicas encabezadas por el brigadier Miguel de la Torre, acabando con una victoria de las primeras.

## Antecedentes

### Situación previa
El 6 de mayo de 1816, durante la primera expedición de los Cayos, a petición del coronel Juan Bautista Arismendi, el general en jefe Simón Bolívar proclamaba la Tercera República de Venezuelaen la iglesia parroquial de Villa del Norte ante una asamblea formada por expedicionarios, isleños y refugiados patriotas. Después de los discursos de ambos, se votó unánimemente un Acta donde se declaraba la República, que ésta era «una e indivisible», que Bolívar era su Jefe Supremo, Arismendi era elevado al rango de general en jefe y muchos coroneles de la resistencia en el continente eran elevados a generales de brigada en un acta publicada dos días después.
El 18 de enero de 1817, el general en jefe Manuel Piar era vencido por los realistas en Angostura. En consecuencia, a inicios de febrero, cruzó el Caroní y empezó a conquistar las misiones de la región homónima, punto de abastecimiento de toda la provincia de Guayana. El 6 de febrero, Piar comenzaba su campaña tomando Upata.
Las misiones de Caroní habían llegado a tener 17 000 indios (más 7000 en las del río Orinoco y 10 000 indios insumisos en el delta del Orinoco y los montes de la provincia). Sin embargo, debido a la guerra, el hambre, la emigración, el terremoto de 1812 y las epidemias de 1818 para 1817 eran 19 pueblos «enfeudados» poblados por 7000 indios que cultivaban las tierras más fértiles de la provincia. En sus tierras abundaban los caballos y ganados por la fertilidad de sus llanuras y la hábil administración de los misioneros capuchinos catalanes, quienes se opusieron al proyecto revolucionario desde 1810, considerando a la República una «hija de la revolución francesa», sosteniendo con caballos, víveres y utensilios a los realistas y después de la conquista republicana de la provincia siguieron conspirando secretamente. El historiador colombiano José Manuel Restrepo sostuvo que los indios aborrecían a los capuchinos por su dureza y abrazaron con entusiasmo a los independentistas. Algunos religiosos habrían sido ejemplo de vida, pero otros se dedicaron al comercio y enriquecerse a costa del trabajo de los indios.

### Campaña

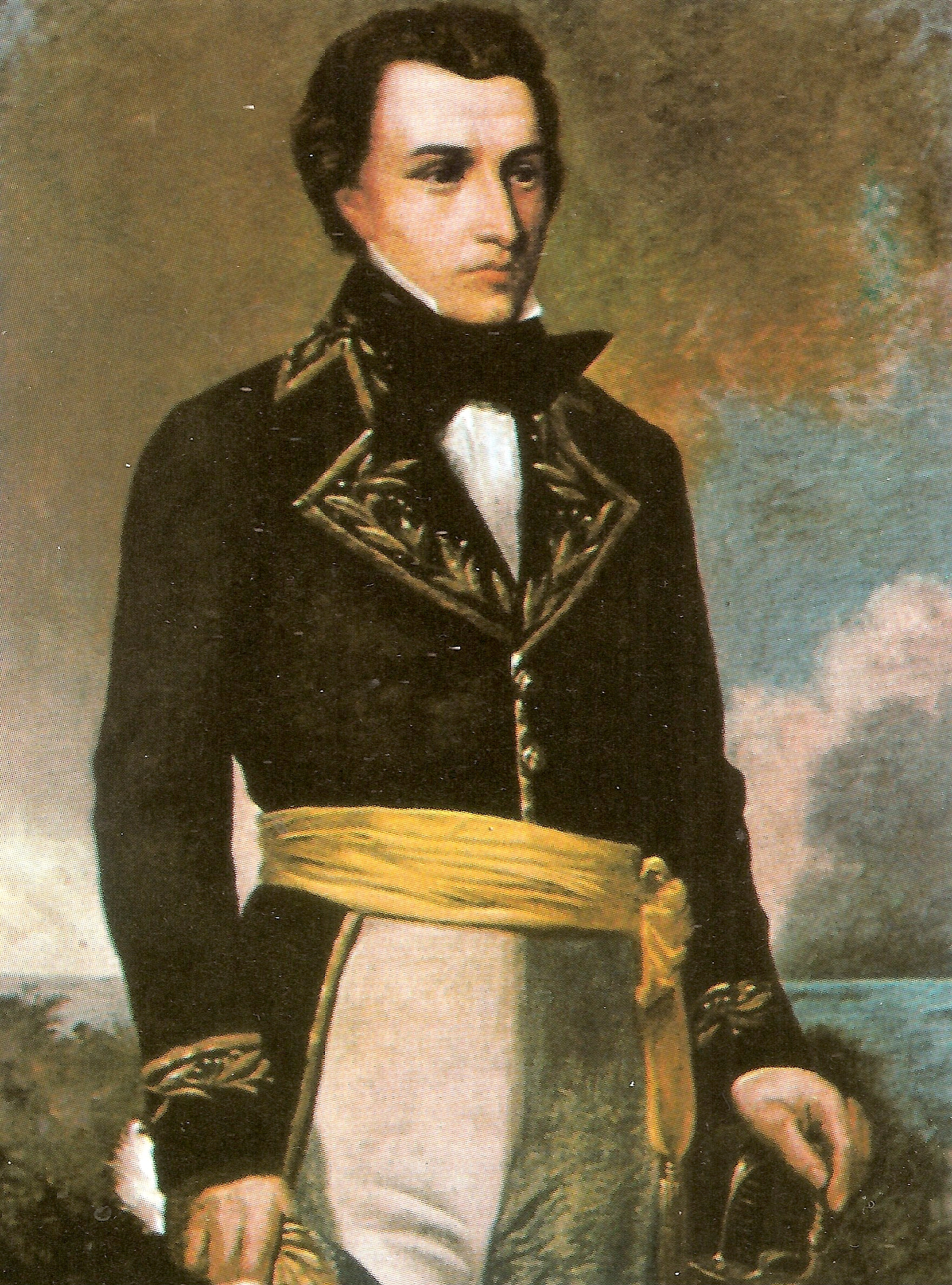
Retrato del general en jefe patriota Manuel Piar, por Pablo W. Hernández, inicios del.

El 17 de febrero, el gobernador monárquico de Guayana, coronel Lorenzo Fitzgerald, atacaba a Piar en el Caroní y era vencido, debiendo retirarse a Angostura. Después que Piar conquistara las misiones se confinó a los religiosos en la aldea de Caruachi o Carache a cargo del teniente coronel Jacinto Lara. Después, el general fue a Angostura a establecer su cuartel general y establecer contacto con Bolívar. El 25 de febrero el coronel Bartolomé Salom le puso sitio a la población Guayana la Vieja, donde los realistas tenían dos castillos, pero el 29 de marzo abandonó el asedio.
Por su parte, después de la derrota en la sabana de Mucuritas, el 29 de enero, el teniente general Pablo Morillo y el brigadier Miguel de la Torre unieron sus fuerzas en San Fernando de Apure. Morillo nombró a su segundo Jefe Militar de Angostura y Guayana la Vieja y le ordenó seguir el Orinoco con 1000 a 1500 efectivos hasta Angostura. El 8 de marzo, salieron en un convoy de 35 naves protegido por la cañonera El Carmen. El 27 de marzo llegó a la villa, encontrándola con serios problemas de avituallamiento. La guarnición la formaban milicianos locales y dos compañías del regimiento Barbastro que los recibieron con alegría. Como sólo tenía víveres para cuatro días, el brigadier Latorre resolvió salir a las 01:00 horas del 30 de marzo sobre el general de brigada Manuel Cedeño, que sitiaba la plaza desde hacía dos meses con 800 infantes y 30 jinetes, después embarcó sus tropas para buscar provisiones en las misiones. El general Piar estaba al oeste del Caroní, al enterarse se retiró al paso de Caruachi, cruzándolo el 6 de abril. Al día siguiente, remontaron sus 500 jinetes al mando del presbítero José Félix Blanco y a las 15:00 horas Piar formó su línea defensiva en San Félix.

## Fuerzas enfrentadas
Según Daniel Pilo los monárquicos eran 1300 y los patriotas 1700. Edgardo Esteves dice que los realistas eran 1600 infantes y 300 jinetes, mientras que sus enemigos sumaban 500 fusileros, 400 jinetes y 600 montoneros indígenas armados con arcos y lanzas. Eleazar López Contreras sostiene que Piar tenía 2.000 hombres, apenas 500 con fusiles, y Latorre 1.600 bien equipados, incluyendo el batallón veterano Cachirí al mando del teniente coronel Tomás Carmona.
Acorde a José Manuel Restrepo Vélez los monárquicos eran 1600 infantes y 200 jinetes bien armados, y sus contrarios 500 fusileros, 500 flecheros, 800 lanceros y 400 jinetes. Rafael Pardo Rueda señala que lucharon 2200 patriotas contra 1100 realistas. Rafael Arráiz Lucca estimaba que Piar, Anzoátegui y Torres reunieron 1600 combatientes, incluyendo 600 indios con arcos, flechas y lanzas, mientras que Latorre y Ceruti 2000, la mayoría profesionales. Francisco Antonio Encina creía que los monárquicos no pasaban de los 1000 infantes y 150 húsares, lanceros y artilleros, la mayoría desmontados. En cambio, los independentistas eran 700 fusileros, 600 jinetes, 300 carabineros y lanceros desmontados y 200 indios flecheros, en total 1800 hombres.

## La batalla
El 10 de abril, Latorre llegó a San Félix y ambos ejércitos hicieron una serie de movimientos para hacerse con posiciones ventajosas. Al día siguiente, ambos bandos formaron para la batalla en la Mesa de Chirica, cerca de San Félix. Piar, el teniente coronel José Antonio Anzoátegui y el general de brigada Pedro León Torres estaban esperando en tres líneas bien extendidas: la primera de fusileros, la segunda de arqueros y la tercera de lanceros, deseaban envolver por los flancos al enemigo, o tal vez eran solo dos líneas, una de arqueros y fusileros y otra de lanceros. Estaban en una pequeña altura al oeste del pueblito de San Miguel, su izquierda la protegía un barranco y su derecha un cerro.
El brigadier Latorre y el coronel Nicolás Ceruti, gobernador de Angostura y jefe de su Estado Mayor, marchaba con sus hombres en tres columnas cerradas. Sus flancos estaban protegidos por sus jinetes y tropas ligeras. La caballería republicana estaba oculta en su flanco derecho, detrás de la elevación, mientras que Latorre ordenaba a su infantería ir en formación compacta sin haber formado a sus jinetes. Confiado, el brigadier realista avanzaba confiado en la disciplina de sus hombres y la mala calidad de los contrarios, pero la necesidad de víveres le obligaba a actuar sin haber explorado el terreno.
Las columnas monárquicas cargan y disparan a discreción mientras que sus enemigos intentan inmovilizarlos con sus fusiles y arcos. El primer par de líneas patriotas, mandadas por el coronel Pedro Miguel Chipía y Landaeta y el teniente coronel José María Landaeta Codecido, habían reaccionado desde el primer avistamiento del enemigo, organizándose para descargar un fuego cerrado sobre los atacantes. Las dos alas de la infantería patriota avanzaron hasta formar un semicírculo alrededor de los realistas y entonces la caballería de Piar carga sobre la izquierda de La torre. Los realistas intentan retirarse en orden, pero al estar tan arrinconados no pueden usar su caballería ni responder adecuadamente al fuego enemigo. Al final acaban formando una masa desordenada incapaz de defenderse que tras media hora colapsa y huye en desorden a los montes del Orinoco, siendo perseguida y aniquilada por la caballería de Piar.

## Consecuencias

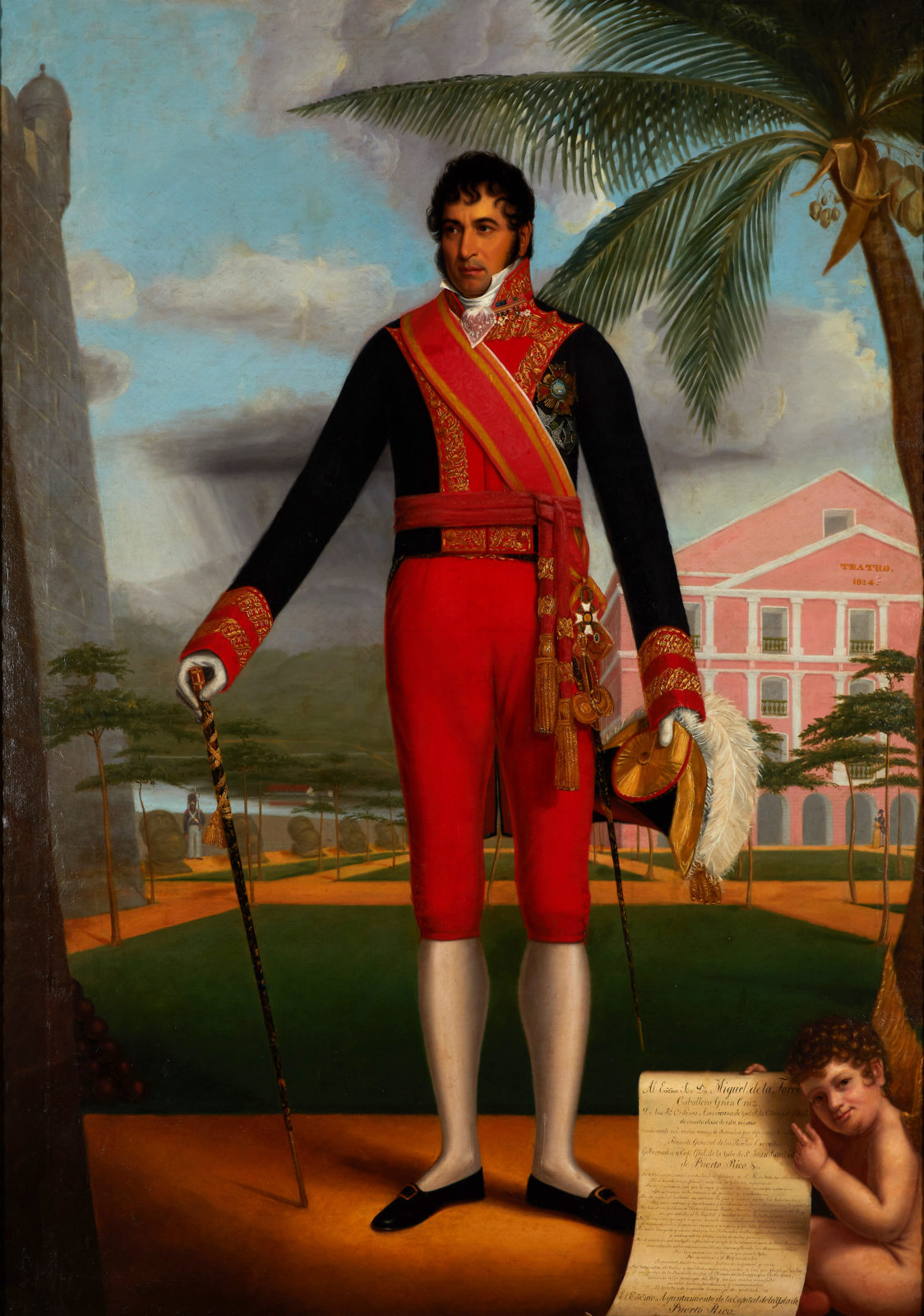
Retrato del brigadier Miguel de la Torre, por Eliab Metcalf, 1826.

Los realistas tuvieron numerosos dispersos y el coronel Ceruti con 73 oficiales fueron capturados con muchas armas y municiones. Latorre, el comandante Carmona, 17 oficiales y unos pocos soldados lograron huir a Angostura bajo el amparo de la noche, embarcando en el puerto de Las Tablas. Piar quedaba dueño de la provincia de Guayana, que se convertirá en base operacional de los ejércitos republicanos. Tuvo que lamentar la muerte de Chipía y Landaeta. Piar ordenó ejecutar a 300 prisioneros europeos aunque perdonó a los criollos.
Salom volvió a poner Guayana la Vieja bajo asedio poco después de la batalla aunque lo abandonó para julio. A las 02:00 horas del 25 de abril, Piar volvió a atacar Angostura, León Torres encabezó el asalto, pero a las cuatro horas debió retirarse con 7 oficiales y 78 soldados muertos. Los días 26 y 27, los buques realistas en Guayana la Vieja se retiran a Angostura para fortalecer sus defensas y asegurarse de no poder el control del Orinoco, su única vía de comunicación. El 2 de mayo, Bolívar se unía al ejército de Piar en El Juncal, siendo reconocido como Jefe Supremo de la República de Venezuela. En esos días llegó a Angostura la noticia del arribo a El Chaparro de Morillo, de quien se esperaba enviara una fuerte división contra los patriotas en Guayana. Al mismo tiempo llegaban las noticias de la matanza de Barcelona y las ejecuciones que hizo Morillo en Nueva Granada.
El 6 de mayo, por orden del Estado Mayor, el capitán Juan Camero, partidario de Piar, es reemplazado por Jara y el capitán Juan de Dios Monzón como jefe militar y político de San Ramón de Caruachí, en cuya iglesia seguían confinados los capuchinos. Al día siguiente un destacamento republicano armado con sables, machetes y lanzas lleva a 18 misioneros y 2 enfermeros a una laja cercana a la misión, donde son degollados y decapitados uno por uno, luego quemados y sus restos lanzados al Caroní. El Estado Mayor había resuelto trasladar a los capuchinos a otro pueblo más al interior de la provincia, Divina Pastora, en caso de que los realistas avanzaran. El oficial a cargo, que desconocía la geografía local, entendió que se los enviará con la Divina Pastora, es decir, la Virgen María, y por eso los ejecutó. Esa fue la justificación que dieron los encargados y fueron absueltos de todo cargo. Piar no dio ninguna orden de ejecución ni participaron negros del Guárico como se ha dicho muchas veces (no hubo de estos en la campaña de Guayana), fueron indios de las misiones los autores materiales. Otros siete capuchinos lograron escapar a Demerara con algunos indios y cargados de ropa, dinero, fusiles y pólvora.
Poco después empezó el desmantelamiento del sistema político y económico de las misiones. Piar dejó a cargo al presbítero José Félix Blanco como comandante general. Éste dividió la región en cinco distritos administrados por autoridades civiles. Los republicanos expropiaron toda la mercancía de los almacenes de las misiones (cueros de res, tabaco, algodón, melaza, cacao, añil, maíz, casabe, posiblemente lingotes oro y de hierro) y sus rebaños de mulas, caballos y vacas para financiar al nuevo gobierno de Angostura, la compra de armas y pertrechos a los ingleses, la tinta y papel para los documentos oficiales y su diario, El Correo del Orinoco. Los indios, bien entrenados por los capuchinos, fueron reclutados en el ejército o se volvieron peones agrícolas de los criollos. Más de 1000 fueron enlistados en el ejército patriota y destacaron como buenos soldados. Las reformas liberales buscaron igualarlos como ciudadanos con el resto de la población y sacarlos de su aislamiento, pero al eliminar todo el aparato legal que protegía a sus comunidades quedaron vulnerables ante la ambición criolla por sus tierras.